# Массафра
Массафра (італ. Massafra) — муніципалітет в Італії, у регіоні Апулія,  провінція Таранто.
Массафра розташована на відстані близько 420 км на схід від Рима, 65 км на південь від Барі, 17 км на північний захід від Таранто.
Населення — 32 931 особа (2014).
Покровитель — Santissima Madonna della Scala.

## Демографія
Населення за роками:

Станом на 1 січня 2023 року в муніципалітеті офіційно проживало 1789 іноземців з 57 країн, серед них 744 громадяни країн Євросоюзу та 10 громадян України.

## Сусідні муніципалітети
- Крисп'яно
- Мартіна-Франка
- Моттола
- Паладжано
- Статте
- Таранто